# Ivan Woods
Ivan Woods (Toronto, 31 december 1976) is een profvoetballer uit Malta, die werd geboren in Canada. Hij staat sinds 2010 als aanvaller onder contract staat bij de Maltese club Floriana FC.

## Interlandcarrière
Woods speelde tot dusver 47 interlands voor de Maltese nationale ploeg, en scoorde één keer voor zijn vaderland. Onder leiding van bondscoach Sigfried Held maakte hij zijn debuut op 11 december 2003 in het oefenduel tegen Polen (0-4). Woods vormde in die wedstrijd een aanvalsduo met Daniel Bogdanović. Zijn eerste en tot dusver enige interlandtreffer maakte hij op 17 augustus 2005 in de vriendschappelijke thuiswedstrijd tegen Noord-Ierland (1-1).